# Yoon Bo-mi
Đây là một tên người Triều Tiên, họ là Yoon.
Yoon Bo-mi (Hangul: 윤보미, Hanja: 尹普美, Hán-Việt: Doãn Phổ Mỹ, sinh ngày 13 tháng 8 năm 1993) là một nữ ca sĩ thần tượng, diễn viên và người dẫn chương trình Hàn Quốc. Cô là thành viên nhóm nhạc Apink do công ty IST Entertainment quản lý và là thành viên nhóm nhỏ Apink BnN cùng với Namjoo.

## Tiểu sử
Yoon Bomi sinh ngày 13 tháng 8 năm 1993 tại Suwon, Gyeonggi, Hàn Quốc. Cô có một người chị gái tên là Yoon Sun-mi, và một cậu em trai tên là Yoon Jong-jin. Bomi có đai đen Tam đẳng ở bộ môn võ thuật Taekwondo và đã có lần mơ ước đại diện cho Hàn Quốc tham gia thể thao. Cô đã tốt nghiệp trường trung học nữ sinh Youngshin và sau đó là trường Korea Arts High School, cô tốt nghiệp vào tháng 2 năm 2012. Cô dừng việc học tiếp lên đại học để tập trung cho âm nhạc.
Cô từng là thực tập sinh của Cube Entertainment trước khi được ra mắt chính thức là thành viên của nhóm nhạc A Pink.

## Sự nghiệp

### Apink
Bomi cùng với thành viên cùng nhóm Namjoo là những thành viên cuối cùng được tiết lộ thông qua Twitter. Bomi chính thức được debut với tư cách là một thành viên Apink trên sân khấu ca nhạc M!Countdown đồng thời biểu diễn hai bài hát là " Mollayo" và "Wishlist" nằm trong Seven Springs of Apink của họ. 

### Diễn xuất
Vào năm 2012, Yoon Bomi cùng với thành viên cùng nhóm Park Chorong làm khách mời trong bộ phim Reply 1997 vai Moon Jeongmi lúc trẻ (Mẹ của Yoon Yoonjae). Cuối năm 2013, cô xuất hiện trong video ca nhạc "Marry Me" của K-Hunter và đóng trong bài hát "Let's Talk About You" của nhóm nhạc hiphop M.I.B. Vào tháng 9 năm 2015, cô ấy tham gia webdram mang tên Love Profiler K với vai ngôi sao hàng top Yuna, được lên sóng vào tháng 11 cùng năm trên Naver. Năm 2017, cô tham gia bộ phim Because this is my first life của đài TvN với vai Yoon Bomi. Năm 2019, cô có vai chính đầu tiên qua bộ phim Farming Academy của đài SBS với vai Kang Han-Byeol. Tháng 2 năm 2020, cô tham gia Webdrama mang tên l'll Date In Place of Oppa với vai Miịnoo. Năm 2024 cô tham gia K-Drama mang tên Queen of Tears với vai thư ký Na

### Hợp tác âm nhạc
Yoon Bomi cùng với Kim Namjoo của nhóm A Pink thành lập nhóm nhỏ đầu tiên của A Pink là "Apink BnN" vào tháng 6 năm 2014. Sau đó họ phát hành single đầu tiên là "My Darling" để kỉ niệm 10 năm thành lập công ty của nhà sản xuất Brave Brothers". "My Darling "sau đó đã được đưa vào album "Pink Luv" của nhóm phát hành vào tháng 11 cùng năm.
Yoon Bomi đã hợp tác cùng với David Oh trong bài hát đầu tay "I Know, I Know", bài hát được phát hành vào ngày 11 tháng 5 năm 2015. Sau đó, vào ngày 16 tháng 6, cô tiếp tục song ca với Im Seulong của nhóm 2AM bài hát tựa đề "Lovely" cho chương trình thực tế "Some Guys, Some Girls". Cô ấy song ca với Yoon Hyun-sang "Let's Eat Together", được phát hành vào ngày 24 tháng 9 năm 2015, cô ấy cũng tham gia đóng MV cho bài hát đó.

### Viết bài hát
Yoon Bo-mi vừa cho ra mắt ca khúc Anyeong Goodbye do cô sáng tác để viết về tình yêu của người quản lí nhóm và biểu diễn lần đầu tiên ở concert thứ ba của Apink
Cô cùng với Kim Nam-joo tham gia viết lời cho ca khúc Lost Pieces nằm trong album đặc biệt Dear.

### Người dẫn chương trình
Yoon Bomi cùng với Jung IIhoon của nhóm nhạc BTOB thường xuyên là khách mời, đồng thời là người dẫn chương trình của Weekly Idol cùng với 2 MC hài Jeong Hyeong-don và Defconn từ ngày 17 tháng 7 năm 2013 tới ngày 8 tháng 7 năm 2015. Trong tập cuối cùng của Weekly Idol năm 2015, Yoon Bomi trở lại làm MC khách mời sau sự vắng mặt của MC Jeong Hyeong-don. Vào tháng 1 năm 2016, Yoon Bomi và thành viên cùng nhóm Kim Namjoo trở thành MC mới cho chương trình Shikshin Road 2. Bomi cũng từng làm MC cho Hội thao dành cho idol của đài MBC. Năm 2019 trở thành MC chính thức của chương trình dành cho idol TMI News của Mnet.

### Sự nghiệp âm nhạc
Sự nghiệp âm nhạc của Yoon Bo-mi gắn liền Sự nghiệp âm nhạc của A Pink và được tìm thấy trong sự nghiệp A Pink.

### Mở kênh YouTube cá nhân
Yoon Bomi chính thức mở kênh Yotube cá nhân với tên "뽐뽐뽐". Kênh YouTube của cô nhanh chóng được yêu thích và nhận hàng trăm ngàn subscribes

## Danh sách đĩa nhạc
| Năm  | Tên                                       | Album                           | Notes                      |
| ---- | ----------------------------------------- | ------------------------------- | -------------------------- |
| 2013 | Let's Talk About You                      | The Margin Of Life              | với M.I.B                  |
| 2014 | My Darling                                | My Darling                      | với Kim Namjoo (Apink BnN) |
| 2015 | I Know I Know                             | Singing Begins                  | với David Oh               |
| 2015 | Lovely                                    | Some Guys, Some Girls OST       | với Im Seulong             |
| 2015 | Let's Eat Together                        | WAVE                            | với Yoon Hyun-sang         |
| 2016 | Our Night Is More Beautiful Than Your Day | Summer11 Project                | với Various artists        |
| 2016 | Without You                               | Cinderella and Four Knights OST | Solo                       |
| 2017 | I Pray 4 You                              | School 2017 OST Part. 6         | với Kim Namjoo (Apink BnN) |

## Chương trình truyền hình
| Năm       | Chương trình                                            | Mạng/Kênh   | Ghi chú                                                              |
| --------- | ------------------------------------------------------- | ----------- | -------------------------------------------------------------------- |
| 2011      | A Pink News (Season 1)                                  | TrendE      | Show thực tế với A Pink, 12 tập                                      |
| 2011      | Challenge 1000 Song                                     | SBS         | Khách mời với Eunji, Namjoo, Naeun & Hayoung                         |
| 2011      | God of Cookery Road (Episode 29,30)                     | Y-Star      | Khách mời cùng với Eunji & Namjoo                                    |
| 2011      | Chuseok Idol Athletic Championship                      | MBC         | Đội hồng                                                             |
| 2011-2012 | A Pink News (Season 2)                                  | TrendE      | Show thực tế với A Pink, 12 tập                                      |
| 2011-2012 | Birth Of Family (Season 1)                              | KBS         | Show thực tế với A Pink & Infinite                                   |
| 2012      | Weekly Idol                                             | MBC Every 1 | Khách mời với Apink, Tập 25, 44                                      |
| 2012      | Idol Premiere Quiz Show                                 | JTBC        | Thí sinh với Eunji                                                   |
| 2012      | Sponge Zero                                             | KBS2        | Khách mời với Naeun, Namjoo                                          |
| 2012      | A Pink News (Season 3)                                  | TrendE      | Show thực tế với A Pink, 13 tập                                      |
| 2013      | 2 Days 1 Night                                          | KBS         | Với Apink, Tập 82                                                    |
| 2013      | Idol Sports Championship                                | MBC         | Đội hồng                                                             |
| 2013      | Weekly Idol                                             | MBC Every 1 | Khách mời với Apink, Tập 104                                         |
| 2013      | Star King                                               | SBS         | Khách mời với Eunji & Hayoung                                        |
| 2013      | God of Cookery Road                                     | Y-Star      | Khách mời với Chorong & Eunji                                        |
| 2013      | Challenge 1000 Song                                     | SBS         | Khách mời với Namjoo & Eunji                                         |
| 2013      | 2013 Idol Star Athletics Championship                   | MBC         | Đội D với BtoB, BEAST, MBLAQ, B.A.P & Secret                         |
| 2013      | Escape Crisis Number 1                                  | KBS         | Với Naeun                                                            |
| 2013      | Real Man                                                | MBC         |                                                                      |
| 2013      | Quiz To Change The World                                | MBC         | MC đặc biệt; Khách mời với Eunji                                     |
| 2013-2015 | Weekly Idol                                             | MBC Every 1 | Khách mời, Người dẫn chương trình                                    |
| 2014      | Hiden Singer 2                                          | JTBC        | Khách mời với Eunji, Hayoung                                         |
| 2014      | Human Condition                                         | KBS2        |                                                                      |
| 2014      | Oh! My Baby                                             | SBS         | Với Eunji, Namjoo, Hayoung                                           |
| 2014      | Weekly Idol                                             | MBC Every 1 | Khách mời với Apink, Tập 142, 175                                    |
| 2014      | Apink's Showtime                                        | MBC Every 1 | Show thực tế với Apink, 8 tập                                        |
| 2014      | Human Condition                                         | KBS2        |                                                                      |
| 2014      | Running Man                                             | SBS         | Khách mời với Naeun tập 202 và 203, Khách mời với Apink tập 197      |
| 2014      | Hello Counselor                                         | KBS         | Khách mời với Naeun, Namjoo, Hayoung                                 |
| 2014      | Oven Radio                                              | 1theK       |                                                                      |
| 2014      | After School Club                                       | Arirang     | Khách mời với Apink, Tập 57, 127                                     |
| 2014      | Idol Star Athletics Championship                        | MBC         | Đội A với Apink                                                      |
| 2015      | Weekly Idol                                             | MBC Every 1 | Khách mời với Apink, Tập 192, 193, 208                               |
| 2015      | Idol Star Athletics Championship (Dịp Chuseok)          | MBC         | Chung đội với 4Minute, BEAST, Noh Jihoon, BTOB, CLC, Yuto            |
| 2015      | Real Men                                                | MBC         |                                                                      |
| 2015      | Sugar Man                                               | JTBC        | Khách mời với Namjoo, Tập 1                                          |
| 2015      | Running Man                                             | SBS         | Khách mời, Tập 255,                                                  |
| 2015      | 2 Days 1 Night                                          | KBS         | với Apink tập 550, 552                                               |
| 2016      | Get It Beauty                                           | OnStyle     | Tập 9                                                                |
| 2016      | Idol Star Athletics Championship (Dịp tết nguyên đán)   | MBC         | Chung đội với 4Minute, BEAST, Noh Jihoon, BTOB. CLC (Áo xanh lá cây) |
| 2016      | Shikshin Road 2                                         | K-star      | MC với Namjoo                                                        |
| 2016      | King of Mask Singer                                     | MBC         | Barney barney                                                        |
| 2016      | Weekly Idol                                             | MBC Every 1 | MC đặc biệt, Tập 243-244. Khách mời với Apink Tập 271                |
| 2016      | Idol Star Athletics Championship (Dịp Chuseok)          | MBC         | Với Namjoo và Hayoung (Áo đen)                                       |
| 2016      | Sugar Man                                               | JTBC        | Khách mời với DinDin, Tập 33                                         |
| 2016      | My Little Televition                                    | MBC         | Tập 67, 68                                                           |
| 2016      | First Pitch king                                        | SBS         | Dịp Chuseok                                                          |
| 2016      | Apink extreme adventure                                 | V-live      | Show thực tế với Apink                                               |
| 2016      | We Got Married                                          | MBC         |                                                                      |
| 2017      | Running Man                                             | SBS         | Khách mời tập 344,372                                                |
| 2017      | Yoo HeYeol's Sketchbook                                 | KBS2        | Khách mời vời EunJi                                                  |
| 2017      | Yoo HeYeol's Sketchbook                                 | KBS2        | Khách mời với Apink                                                  |
| 2017      | Weekly Idol                                             | MBC Every1  | Khách mời với Apink tập 309                                          |
| 2017      | Oh Cool Guy!                                            | Chanel A    | Khách mời với Chorong                                                |
| 2017      | Knowing Brother                                         | JTBC        | Khách mời với Apink Tập 81                                           |
| 2017      | Idol Star championship                                  | MBC         | Phát thanh viên                                                      |
| 2017      | SNL                                                     | tvN         | Khách mời                                                            |
| 2017      | JYPark's Party People                                   | SBS         | Khách mời với Apink                                                  |
| 2017      | Law of the Jungle                                       | SBS         | Khách mời với Chorong                                                |
| 2018      | Idol Room                                               | JTBC        | Khách mời với Apink (ep9)                                            |
| 2018      | Weekly Idol                                             | MBC         | Với Apink                                                            |
| 2018      | Knowing Brother                                         | JTBC        | với Apink                                                            |
| 2019      | TMI News                                                | Mnet        | MC chính                                                             |
| 2019      | Legendary Big Fish                                      | SBS         | Khách mời                                                            |
| 2019      | Running Man                                             | SBS         | Khách mời với Apink (ep 433) (ep458,459)                             |
| 2019      | Battle Trip                                             | KBS         | MC Chính khách mời với Chorong (ep 168,169)                          |
| 2019      | Idol Sports Athletics Championships 2020 Lunar New Year | MBC         | Bộ Môn Ném Bóng (Giành được Huy Chương Vàng)                         |

## Quảng cáo
| Năm  | Tên Thương Hiệu      | Loại hình            |
| ---- | -------------------- | -------------------- |
| 2015 | Vicky                | Mỹ phẩm              |
| 2016 | Innisfree            | Mỹ phẩm              |
| 2017 | Forencos             | Mỹ Phẩm              |
| 2017 | Rebody (với Chorong) | Thương hiệu thể thao |
| 2019 | Paldo's Bibim-myeon  | Mì ăn liền           |
| 2019 | Acropass             | Chăm sóc da          |